# Конда Бимбаша
Конда Бимбаша (серб. Конда Бимбаша) (1783 — май/июнь 1807) — наёмник в отряде дахии Алии Гушанаца в санджаке Смедерево, который перешел на сторону сербских повстанцев во время Первого сербского восстания, провозглашенного героем за его усилия в осаде Белграда (1806).

## Биография
Конда, православный христианин, по словам его современника, Триантафиллоса Дукаса, родился в Янине в Эпире (сейчас — Греция). По некоторым данным, он был греко-аромуном. Конда начал свою военную карьеру в 1804 году в качестве наемника (крджалия) в войске Алии Гушанаца. Гушанац служил дахиям, четырем восставшим янычарским лидерам, которые захватили санджак Смедерево, бросив вызов султану с 1801 года. После убийства князей (январь 1804 года) сербы решили восстать против дахий, собравшись в Орашаце 14 февраля. К августу они сокрушили власть дахий, но некоторые города все еще контролировались дахиями. Турки-османы обратились теперь против сербов, и Алия Гушанац к тому времени присоединился к османам. В марте 1804 года с войсками Гушанаца Конда двинулся в Мораву, вокруг Чуприи, а оттуда в город Белград, где он оставался до осени 1806 года. В то время он имел звание bölükbaşı (по-турецки — капитан). Конда присоединился к сербским повстанцам за три месяца до осады Белграда, которая состоялась 30 ноября (День Святого Андрея). Конда получил звание бимбаша (майор) в повстанческой армии, следовательно, известен как Конда Бимбаша (Конда бимбаша) в историографии.
План проникновения в город Белград через взятие ворот Савы, Вароша, Стамбула и Видина был представлен сами Кондой Бимбашей Карагерогию. Конда, хорошо осведомленный о функционировании османских гарнизонов на Балканах, взял на себя руководство добровольцами, которые должны были захватить Савские ворота. Вместе с Кондой находился в Узун-Мирко. Карагеоргий решил вместе с командирами, что нападение совершается в День Святого Андрея, во время Курбан-байрама, когда стражники могут потерять бдительность. Мятежные колонны были установлены на каждом вороте, чтобы штурмовать после взятия ворот, командовал Милош Петрович, Сима Маркович, Васа Чарапич, Станое главаш и Вуле Илич. В расчетное время Конда, Узун-Мирко, Петр Сремац, Никола Стамболия, Карловалия, Драгич и Младен двинулись, сопровождаемые отрядом добровольцев, а затем главным полковником Милое Петровичем. Так как они незамеченными добрались до ворот, Конда и Узун-Мирко первыми взобрались на вал, перепрыгнули через частокол и направились к стражникам по объездной дороге. Встретив османский патруль, они представились крджалие, затем проследовали к городским воротам и страже, где разделились на две группы. Узун-Мирко и Конда напали на стражников, а остальные топорами взломали замки ворот. В стычке Узун-Мирко получил две раны, а Конда пять, но они держались. Несмотря на то, что были произведены выстрелы, турки в городе и у остальных ворот не подозревали, что речь идет о нападении сербов, но что выстрелы были сделаны для праздника. Взяв первые ворота, повстанцы направились к воротам Вароша, и в это время турки были встревожены. Большинство турок пытались добраться до верхней крепости (Калемегдан), в то время как сопротивление оказывали крджалии. Узун-Мирко и Конда также сражались у ворот Вароша, в то время как Васа Чарапич погиб, захватив ворота Стамбул, а Станое Главаш и Вуле Илич проникли через Видинские ворота, после чего повстанцы легко захватили город в направлении Калемегдана. Согласно другому сообщению, упомянутому Петаром Йокичем, Конда и Узун-Мирко впервые вошли в караван-сарай (постоялый двор) до нападения, так как они знали турецкий язык, они ничего не подозревали. Их бойцы, не зная, что их предводители не присутствовали при приближении к валу, вступили в конфликт с турками, и в это время Конда и Узун-Мирко сражались с турками на постоялом дворе.
После захвата Белграда Конда Бимбаша ухаживал за своими ранами в бывшем убежище дахии Аганлии. Поправившись, он вернулся на поле боя. Конда пал в битве при Лознице (1807) (как упоминают Дукас и Доситей Обрадович) . Милан Миличевич сначала поддерживал это в своей работе Kneževina Srbija, но затем изменил ее и утверждал, что Конда пережил битву, в своей работе Pomenik.
По словам Андры Гавриловича, личность Конды была перепутана с личностью другого повстанца, Йовчи Михайловича «Конды» (упоминается в 1807—1813 годах), а возможно, и других людей. Таким образом, «герой Белграда» стал легендарной личностью. Миличевич включил рассказ, в котором Конда умер после 1820 года. «Конда» воевал при Ужице и Лознице (1807), проживал в Белграде в 1808 году, согласно двум современным документам, и упоминался как организатор для военных нужд наряду с Ракой Леваяком в 1812 году и уехал из Сербии в Австрию в 1813 году после подавления восстания, а через некоторое время перебрался в Бессарабию, где жил вне закона. Гаврилович был первым, кто критически изучил рассказы Миличевича о Конде. Р. Перович также упомянул историю о том, что Конда был православным по имени Тома и родился в Лом-Паланке, в Видинском пашалыке, аналогично найденную в рассказе Миличевича о месте рождения «Конды».
В опере композитора Светомира Настасиевича «Первое восстание», написанной в 1954 году, Конда входит в число персонажей. Улица в Белграде носит его имя (Кондина улица).